# Fulvia Colombo
Fulvia Colombo (n. 13 martie 1926, Milano, Regatul Italiei – d. 25 septembrie 2005, Suno, Piemont, Italia) a fost o moderatoare și prezentatoare de televiziune italiană. 